# Republikáni Miroslava Sládka
Republikáni Miroslava Sládka (zkratka RMS) byla česká krajně pravicová politická strana. Vznikla v roce 2000 jako odnož strany Sdružení pro republiku – Republikánská strana Československa, s níž se roku 2008 opětovně sloučila. Jediným předsedou strany byl Miroslav Sládek.

## Historie
Stranu Republikáni Miroslava Sládka (RMS) založil Miroslav Sládek, předseda a vůdčí osobnost Sdružení pro republiku – Republikánské strana Československa (SPR-RSČ), 12. července 2000, v době, kdy SPR-RSČ procházela vnitřními problémy. Ustavující sjezd strany proběhl v prosinci 2000, zvolen na něm byl prozatímní předseda Pavel Procházka. V průběhu let 2000 a 2001 přešla velká část členů původní SPR-RSČ do nově založené RMS. Na původní SPR-RSČ byl navíc v únoru 2001 uvalen konkurs. Sládek považoval RMS za politického nástupce SPR-RSČ, sám však členem původně nebyl. První sjezd strany se uskutečnil v září 2001 a Sládek byl na něm jakožto předseda SPR-RSČ pouze hostem. Teprve poté, co skončil v únoru 2002 ve funkci předsedy SPR-RSČ, byl na sjezdu 24. února 2002 zvolen předsedou RMS. Programově RMS vycházela z programu SPR-RSČ pod Sládkovým vedením (odmítání vstupu do Evropské unie, vystoupení z NATO, dodržování zákonů, vznik profesionální armády, zabránění přílivu migrantů).
RMS se bez úspěchu zúčastnila sněmovních voleb 2002 (necelé 1 % hlasů) a pro sněmovní volby 2006 ani nepostavila samostatnou kandidátní listinu. Její členové tehdy kandidovali na kandidátce Národní strany.
Dne 27. února 2008 Nejvyšší správní soud rozhodl na návrh vlády o pozastavení činnosti RMS s odůvodněním, že strana nesplnila svou zákonnou povinnost a nedoložila Poslanecké sněmovně finanční výroční zprávy za roky 2004 až 2006.
Sjezd Republikánů Miroslava Sládka konaný 17. května 2008 rozhodl, že strana bude zrušena sloučením s SPR-RSČ (ve stejný den, kdy se konal hromadný „republikánský sjezd“, byly s SPR-RSČ sloučeny i další strany a subjekty). Z Rejstříku politických stran a politických hnutí Ministerstva vnitra České republiky byla strana vyškrtnuta 20. června 2008.

## Volební výsledky
Ve volbách do Poslanecké sněmovny Parlamentu České republiky 2002 měla RMS kandidátní listiny ve všech krajích, celkem na nich bylo 175 kandidátů. Celkově strana získala 48 325 hlasů (0,97 %), a do Poslanecké sněmovny se tedy nedostala.
V komunálních volbách 2002 měla RMS 937 kandidátů na kandidátních listinách dvou volebních stran. Strana získala celkem 17 obecních zastupitelů.
Ve volbách do Evropského parlamentu 2004 měla RMS na vlastní kandidátní listině 28 kandidátů. Celkově strana získala 15 767 hlasů (0,67 %), a do Evropského parlamentu se tedy nedostala.
V krajských volbách 2004 měla RMS podané kandidátní listiny v 6 krajích. Žádný z kandidátů se do krajských zastupitelstev nedostal.
V komunálních volbách 2006 měla RMS 49 kandidátů. Žádné obecní zastupitele strana nezískala.
Ve volbách do Poslanecké sněmovny Parlamentu České republiky 2006 byli členové RMS součástí kandidátních listin Národní strany. Kandidátky této strany získaly celkově 9341 hlasů (0,17 %), a do Poslanecké sněmovny se tedy nikdo z členů RMS nedostal.